# Büchelberg
Büchelberg is een plaats in de Duitse gemeente Wörth am Rhein, deelstaat Rijnland-Palts, en telt 906 inwoners (2004).